# Slätten, Okome socken
Slätten är en by i Okome socken,  Falkenbergs kommun. Kvarnasjön samt Lilla och Stora Maresjö, vilka samtliga ingår i Ätrans huvudavrinningsområde, ligger alla tre delvis belägna inom byns ursprungliga ägovidder. Genom jordbrukrationalisering ingår numera (2012) även delar av främst grannbyarna Åparp, Lynga och Okome by i dess fastigheter.